# Glückliche Reise – Mexiko
Glückliche Reise – Mexiko ist ein deutscher Fernsehfilm von Peter Weissflog. Die Produktion des zweiten Teils der Fernsehreihe Glückliche Reise erfolgte im September 1991 in Mexiko-Stadt, Acapulco und im mexikanischen Bundesstaat Oaxaca. Der Film hatte seine Premiere am 7. Januar 1992 auf ProSieben.

## Besetzung
Die Flugzeugbesatzung besteht aus Kapitän Viktor Nemetz (Juraj Kukura), seinem Co-Piloten Rolf Erhardt (Volker Brandt) sowie den Stewardessen Hilde Sieloff (Sabine Kaack), Sabine Möhl (Alexa Wiegandt) und Petra Lotz (Jennifer Nitsch). Die Reiseleiter Sylvia Baretti und Armin Jobst werden von Conny Glogger und Amadeus August gegeben. Als Gastdarsteller sind Evelyn Hamann, Karl Michael Vogler und Siegfried Kernen zu sehen.

## Handlung
Das Ehepaar Constance und Leonhard, Mitreisende und leidenschaftliche Sammler mexikanischer Antiquitäten, ersteht auf einem Markt in Mexiko-Stadt ein scheinbar wertloses Souvenir. Nach genauerer Betrachtung stellt sich heraus, dass es sich um ein aus einem Museum entwendetes antikes Zapoteken-Amulett handelt. Beide denken nicht daran, ihren Fund zurückzugeben und bringen damit sich und die Reiseleitung in große Schwierigkeiten.
Pfarrer Jakob Bentele, früher für Jahre in Mexiko beschäftigt, möchte im Rahmen eines erholsamen Urlaubs seine alte Wirkungsstätte besuchen. Zufällig und unfreiwillig wird er zum Ersatz-Seelsorger, als während eines Gottesdienstes der Pfarrer einen Schwächeanfall erleidet – und so schnell lässt man ihn nicht wieder ziehen!
Stewardess Hilde lernt in Acapulco einen der berühmten Klippenspringer kennen und setzt sich in den Kopf, als erste Frau den gefährlichen Sprung aus knapp 30 Metern Höhe zu wagen. Reiseleiter Armin Jobst ist im höchsten Grade beunruhigt.